# آنجلو پتراگلیا
آنجلو پتراگلیا (انگلیسی: Angelo Petraglia؛ زادهٔ ۵ مهٔ ۱۹۵۴) آهنگساز، ترانه‌نویس، و تهیه‌کننده موسیقی اهل ایالات متحده آمریکا است. او بیشتر برای همکاری با کینگز آو لئون شناخته می‌شود.